# Манастир Златица
Манастир Златица припада Епархији темишварској Српске православне цркве код села Прњавор у Румунији, на подручју општине Соколовац, на самом почетку Ђердапске клисуре (или „Банатска клисура“ као је месни Срби зову), на 14 километара од Базјаша, у долини реке Нере, на подручју Пољадије.

## Прошлост манастира
Име је тај општежитељни манастир добио по "Златном потоку", који је (носећи зрнца злата) протицао близу манастира. Први писани подаци о манастиру потичу из 1367. године. Верује се да га је основао Свети Сава 1225. године. По манастирском предању Св. Сава је за првог игумана поставио јеромонаха Јоаникија, а манастир снабдео земљу, шуме, ливаде и винограде за издржавање, и грамату са својим потписом, у којој су били наведени сви српски владари до тада. Оближње село Златица дуго је било манастирски прњавор. Током своје историје манастир је више пута горео. Тако га 1552. године Турци "сажегоше и опленише". Смерни монаси и богољубив народ нашао је снаге и начина да га обнови. Али 1716. године Турци га повлачећи се, опет спале. Притом су старе калуђере посекли, а младе заробили и одвели у робље. Тројица монаха су некако успела да се спасу.
Око 1760-1770. године Јован Георгијевић бивши епископ вршачки, који се истакао бројним задужбинама, подиже и манастир Златицу са црквом, из темеља. Стара црква је била живописана, али је и веома трошна, склона паду. У последњем турском рату 1788. године манастир је по трећи пут спаљен и разорен од стране Турака. Када је 1738. године умро владика вршачки Максим Несторовић, по његовом тестаменту се видело, да је определио манастиру Златици 75 ф. Ревносним настојањем владике вршачког Јосифа племенитог Шакабентеи обилним прилозима Срба - манастир је по трећи пут "васкрсао". Међутим Мађари су током своје "револуције" 1848-1849. године манастир из обести знатно оштетили. Калуђери су са драгоценостима уточиште нашли у манастиру Базјашу, где је углавном био један монах да га пази. Зато је аустријски цар да би се одужио Србима за поданичку верност током рата, поклонио 12.000 ф. за обнову банатског манастира. Српски патријарх Јосиф је од прилога скупљених по Русији, одвојио 5000 ф. за манастирску градњу. Код те последње обнове, нарочиту ревност је показао владика вршачки Емилијан Кенгелац. Године 1861. монашке ћелије су већ биле изграђене и покривене, а 28. маја те године су темељи манастирске цркве "ударени" и освећени. Чин освећења темеља обавио је лично владика Кенгелац са "чинодејствујушћим" свештенство. Командант Српско-банатске регименте пуковник Алексије Кукуљевић Сакцински и његови официри су били присутни. У темеље храма уграђене су две споменице, написане на српском и словенском језика. То је урађено, зато да ако би то потомцима некад дошло у руке, да знају "шта је и како било за живота њихових предака".
Према опису из 1757. године у манастиру постоји храм посвећен Св. српским просветитељима Св. Симеону и Св. Сави. Некад је манастир био због тога метох манастира Милешеве. После одласка Турака, насељени су Срби око манастира, и никао је прњавор истог имена. Манастирски прњавор село Златица је 1717. године имала 32 куће. Када је образована банатска војна граница, војне власти су 1769. године село одузеле манастиру, и од њега начинили граничарску штацију. Само 17 најближе положених кућа тог села Златице, остао је да буде манастирски прњавор. Манастирска земља је одузета, и дата граничарима Златице и Соколовца да је обрађују. Манастирска управа се 1799. године "погодила" са неким сељанима Румунима из манастирског прњавора, о обради манастирске земље. Сачињен је уговор на 50 године, по којем би ти сељани радили земљу и давали десетак манастиру, а манастирско братство да плаћа порез. Међутим када је 1811. године прављена грунтовница у Војној граници, та земља је грешком уписана као власништво сељана који су је закупили. Спољашње гледано ништа се није променило, услови су поштовани. По истеку тог уговора, потписали су нови, исто на 50 година, Патријарх Рајачић и Генерална (војна) команда. По уговору из 1850. године, свакој задрузи прњаворској (18 породица) дато је на 50 година, на коришћење: по 4 ланца сејаће земље, ланац кућног плаца, простор за излаз, пола ланца винограда, врбак манастирски за пашу и још једно мање парче, под условом да ови дају манастиру десетак и врше потребну работу 30 дана годишње. Када су почели деобе црквене Срба и Румуна, румунски агитатори су подбунили закупце, да више не испуњавају обавезе, јер се земља води на њихово име а не на манастир. Тада су се заоштрили односи; 1898. године одбили се прњаворци да извршавају своје обавезе. Ниси косили сено, нису дали десетак у кукурузу, а неки су сад другом земљу издали у подзакуп. Због непоштовања говора дошла је 15. новембра те године Комисија да то спроведе у дело, Румуни су се одупрли. Прњаворци су иначе слабо извршавали своје обавезе, па је манастир био угрожен, али сада се дошло ду "дувара". Предстојало је тражење измене грунтовнице у корист манастира и раскид уговора, који престаје крајем 1900. године. Вођене су затим од 1900. године судске парнице због тога, да се спасе манастирски посед. Управни одбор српских православних манастира одредио је манастиру Златици као сиромашном годишњу потпору, од 1200 круна.
По систематизацији манастира из 1772. године, манастири Базјаш и Кусић су припојени Златици. То је урађено због редукције манастира урађене на захтев царских власти. Имовно стање три манастира је и даље опадало. Манастир Базјаш је неколико пута покушавао да се осамостали (1900, 1935, 1939), али није било вајде. Касније, почетком 20. века манастир је због сиромаштва припојен манастиру Војловици, да га издржава. Црква и зграде су били оронули, и успело је да се до Првог светског рата оправи храм и заградни зид.
За време Првог светског рата а и након њега, златички игуман је пренео вредне покретности у Белу цркву, а манастир запустео. Године 1919. манастир Златица је прешао у Темишварску епархију, и опстајао је од помоћи манастира Св. Ђурђа и Бездина. Манастир који је пет био празан 1923-1928. године, обновљен је за време монаха Никанора Савића. Држава Румунија му је вратила земљишни посед на уживање. Прво је оспособљен конак 1928. година, а затим црква 1930. године. Фирма "Друштво решичких фабрика и поседа" је 1934. године бесплатно храм ојачала металним потпорним стезницима.
Постојала је опасност да древни и то манастир Светога Саве, пређе у румунске руке, мешетарењем карловачких митрополијских великодостојника. Марта 1864. године у оквиру црквене поделе између Срба и Румуна, на патријарх српски Јосиф и четири епископа су на саборској седници у Карловцима, чак сами понудили румунској страни: "да им се уступи манастир Ходош за дијецезу Арадску и манастир Златица за дијецезу Карансебешку, али тако да се у манастирима право сопствености српске задржи и даље". Посланик банатски племић Петар Чарнојевић говорио је да се манастири не дају нипошто. Када се гласало по изношењу предлога, посланици су били патриотски настројени, па је исход у вези са патријарховим предлогом био: 49 "против" и само 4 гласа "за", закључено је: "да се Романима (Румунима) никакав манастир не изда". Године 1865. српски црквено-народни сабор је одредио статус српских манастира. Тако у епархији вршачкој постоји Архимандрија Месић и Игуманија Златица, са филијалом Базијаш. То је значило да се на челу општежићког манастира Златице, налази игуман. Манастир се 1898. године (и касније) налазио у тешкој материјалној ситуацији, јер је још трајао неповољан уговор о издатој земљи, потписан са прњаворцима 1850. године. Крајем 1900. године "Заклада патријарха Рајачића" опредељена за манастир Златицу, износила је 2621 круна 28 потура. По подацима црквеним из 1902. године имовина свих манастира који нису још били подељени између Срба и Румуна. Тако је за манастир Златицу предочено стање иметка. Налази се у Крашо-северинској жупанији, на територији православне српске и карансебешке православне румунске епархије. Имање му је 291 јутро 852 кв хв земље, са чистим приходом 2116 круна 14 потура. Вредност земље је 42322 круна 80 потура, здања - 37100 круна, вредносних папира - 6800 круна, опреме - 1008 круна, осталих покретности - 2192 круне, а вредност целог имања - 89422 круне 80 потура. Манастир је 1905. године био привремено адфилиран манастиру Војловици. Тада је једини биватељ јеромонах Сава Влаовић намесник. Из митрополијских фондова добио је манастир Златица за трошкове на ангажоване световњаке, 4000 круна помоћи. Манастирско братство је те године плаћало порез јерархији својој 100 круна.
Већина црквених књига у овом манастиру датирају из 18. и 19. века. Једно од два звона у торњу звоника потиче од опустелог Манастира Кусић.
Манастирско братство су 1771. године чинили само: Михајло Микуловић и Андрија Стојановић. Два монаха из манастира Св. Ђурђа на Брзави, постала су око 1850. године настојатељи манастира Златице.

## Братство манастира
Јеромонах Генадије Марковић, 1774. године, бивши намесник манастира Шемљуга, прешао 17. фебруара те године у манастир Златицу
Намесник златички био је 1809. године Арсеније Георгијевић.
Игуман Исаија Грујић; пренумерант у Вршцу и Белој Цркви (1824-1830)
Намесник игуман Никифор Манчулов (Мангулов?) 1837. године. Био је пренумерат књиге;
У манастиру су 1846. године поред игумана Никифора Манчулова, братство чинили: викар Самуило Адамовић, јеромонаси - Платон Рајачић, Аугустин Негреј (Румун) и Јоаникије Испировић.
Архимандрит Андреја от Шакабент 1842. године. Постављен је тада за администратора вршачке епархије
Игуман Пантеније Јовановић 1860. године. Био је пренумерант књиге
Игуман Јосиф Цветковић златичко-базјашко 1861. постао је то, дан пре освећења темеља манастирске цркве
Игуман Јосиф Јорговић 1898. године. Умро тада као настојатељ манастира Златице и Базјаша. Након чиновничке каријере поставши удовац замонашио се. Био је претходно игуман манастира Војловице. Обављао је јавне функције и био члан - посланик на црквено-народном сабору, члан управе вршачке епархије, члан Матице српске, члан патроната монашке школе, члан торонталског жупанијског одбора.
Намесник Сава Влаовић 1906. године, добио је тада право да носи камилавку од кадифе
јеромонах Никанор Савић 1928. преузео управу над манастиром, који је дотад био без братства (1923-1928)
Панчевац Димитрије Чобић учитељ и директор српских народних школа банатске војне крајине, објавио је 1862. године књигу "Зрак духовни или Храм Божји". Он је то дело посветио обнови пострадалог манастира током мађарске буне 1848-1849. године. Књига се продавала по 1 ф. по егземплару, а како је нашао 1152 претплатника за њу, био је чист приход - вредан поклон манастиру.

## Данашње стање
Од Другог светског рата манастир је опет у животним проблемима. Послератно братство од два монаха, морало је да води бригу о три манастира - Златици, Базјашу и Кусићу. Пошто је био у граничној зони, готово да није ни био приступачан. Истовремено су здање оштећивали околни сељаци, пастири, граничари. Земљишни посед је спао на пет ланаца земље и ланац винограда. На крају, 1949. године монаси су присилно исељени, а ту се стационирала румунска граничарска војска, која је блокирала границу. Данас је манастирска црква доведена у ред, али нема ни иконостас, нити је живописана. Заузимањем владике будимског и администратора темишварског Лукијана, од 1996. године, опет је оправљан манастир. Обновљени су црква и велики конаци, и поново је заведено привремено богослужење. Манастирски прњавор је добио да слави празник Видовдан, као храмовну славу. У порти се налази старо гробље и темељи старог храма, а лево од олтара тече обновљен стари манастирски извор. Последњих година влада Републике Румуније много је уложила у обнову српских манастира у румунском Банату.